# Pedro Acosta
Pedro Acosta, född 25 maj 2004 i Mazarrón, är en spansk motorcykelförare som tävlar i grenen roadracing. Sedan 2021 tävlar han i världsmästerskapet i Grand Prix Roadracing. Redan sitt första år blev han världsmästare i Moto3-klassen. Säsongen 2023 blev han världsmästare i Moto2-klassen. Från 2024 tävlar han i MotoGP. Acosta tävlar med startnummer 31 på sin motorcykel.

## Tävlingskarriär
Acosta vann det spanska pre-Moto3-mästerskapet 2017. Samma år började han tävla i juniorvärldsmästerskapen i Moto3. Säsongen 2019 började han också tävla i Red Bull MotoGP Rookies Cup, som han vann 2020. Han gjorde därefter debut i senior-VM i Moto3 säsongen 2021 där han körde en KTM för stallet Red Bull KTM Ajo. Acosta kom på tredje plats i sitt första Grand Prix och vann redan sitt andra, Dohas Grand Prix på Losailbanan den 4 april 2021. Detta trots att han fick starta från depån. Segersviten fortsatte i Portugal och Spanien. Acosta släppte sedan aldrig VM-ledningen och tog ytterligare tre Grand Prix-segrar.
Säsongen 2022 gick Acosta upp i Moto2-klassen, fortsatt för stallet Red Bull KTM Ajo. Han tog sin första seger i Italiens Grand Prix på Mugellobanana 29 maj 2022 och blev då den yngste segraren någonsin i mellanklassen (250GP och Moto2). Ett rekord som Marc Márquez haft till dess. Säsongen blev delvis förstörd av ett benbrott, men det blev ändå en femte plats i VM-tabellen och titeln Rookie of the year. Säsongen 2023 fortsatte Acosta i Moto2 i samma stall, nu som favorit till VM-segern. Tony Arbolino utmanade under första halvan av säsongen, men Acosta utökade därefter sitt försprång nästan varje tävlingshelg. Efter 18 av 20 Grand Prix var världsmästartiteln klar.

## Framskjutna placeringar
Uppdaterad till 2021-05-03.
| Nr | Grand Prix | År   |
| -- | ---------- | ---- |
| 1  | Doha       | 2021 |
| 2  | Portugal   | 2021 |
| 3  | Spanien    | 2021 |

| Nr | Grand Prix | År   |
| -- | ---------- | ---- |
| 1  | Qatar      | 2021 |